# Саливанова путовања
Саливанова путовања (енгл. Sullivan's Travels) је амерички хумористички филм из 1941. године, режисера и сценаристе Престона Стерџеса. Као сатира о филмској индустрији, филм прати познатог холивудског редитеља комедија (Џоел Макреј) који, жудећи да направи друштвено релевантну драму, одлучује да неко време живи као скитница како би стекао животно искуство за свој предстојећи филм. Успут се упознаје са сиромашном глумицом (Вероника Лејк) која га прати. Наслов филма је референца на Гуливерова путовања, роман сатиричара Џонатана Свифта из 1726. о још једном путовању самооткривања.
Филм је добио помешане рецензије у време изласка. The New York Times описао га је као „најбриљантнији филм ове године”, хвалећи Стерџесову мешавину ескапистичке забаве са фундаменталним значајем, и сврстао га као један од десет најбољих филмова из 1941. године. Међутим, The Hollywood Reporter је тврдио да му недостаје „приземни квалитет и искреност која је учинила редитељева друга три филма из 1941. године – Велики Макгинти, Лејди Ив и Божић у јулу – радошћу за гледање”.
Временом, репутација филма се значајно побољшала. Историчар медија Хал Ериксон класификовао га је као „класик”, „један од најбољих филмова о филмовима икада снимљених” и „ремек дело”. Године 1990, Конгресна библиотека га ја одабрала за чување у Националном регистру филмова Сједињених Држава због „културног, историјског или естетског значаја”.

## Радња
Џон Л. Саливан је популарни млади холивудски редитељ профитабилних, али плитких комедија. Незадовољан снимањем филмова попут Мрави у твојим биљкама из 1939, он каже свом шефу студија, господину Лебранду, да жели да његов следећи пројекат буде озбиљно истраживање невоља потлачених на основу романа О, брате, где си? Лебранд жели да уместо тога режира још једну уносну комедију, али Саливан одбија. Он жели да „упозна невољу” из прве руке и планира да путује као скитница како би могао да сними филм који заиста осликава тугу човечанства. Његов британски батлер и собар отворено доводе у питање мудрост његовог плана.
Саливан се облачи као скитница и креће на пут, праћен особљем у аутобусу који му је студио наметнуо ради сопствене безбедности. Нико није задовољан овим, а Саливан, након што је покушао да побегне аутобусу у брзој јурњави колима, на крају убеђује своје пратиоце да га оставе на миру и договара да се нађе са њима у Лас Вегасу. Међутим, убрзо се враћа у Лос Анђелес. Тамо, у ресторану, Саливан упознаје младу глумицу која није успела да се пробије у Холивуду и која се спрема да одустане и оде кући. Она верује да је скитница без новца и плаћа му доручак.
У замену за њену љубазност, Саливан узима аутомобил са свог имања и вози је. Заборавља да каже својој послузи да се вратио, па они пријављују крађу аутомобила. Полиција накратко хапси Саливана и девојку, али их је пустила након што се ствари рашчисте. Он и девојка одлазе у његову раскошну вилу. Након што је видела колико је богат, она га гура у базен јер ју је преварио. Међутим, када он инсистира да покуша поново, она одлучује да пође са њим, уз његове приговоре, прерушена у дечака.
Овога пута Саливан успева. Након што се возио у сточним вагонима, јео у народним кухињама и спавао у склоништима за бескућнике са девојком (где му је неко украо ципеле), Саливан коначно одлучује да му је доста. Његов експеримент је студио објавио као огроман успех. Девојка жели да остане са њим, али Саливан јој открива да је ожењен, иако не воли своју супругу; послушао је савет да се ожени само да би плаћао мањи порез. Да ствар буде још гора, план се изјаловио, будући да Саливан на супругу троши више него што је то чинио кад је био самац, а његова жена га вара са његовим пословним менаџером.
Саливан одлучује да захвали бескућницима за увиде које је стекао, делећи им новчанице од 5 долара. На једној железничкој станици, човек онесвести Саливана, краде му новац и ципеле и баци га у одлазећи вагон. Док бежи са Саливановим новцем, лопова прегази други воз. Када је пронађено унакажено тело, личне карте ушивене у украдене ципеле идентификују покојника као Саливана.
Саливан се буди у другом граду, не сећајући се ни ко је, ни како је тамо стигао. Проналази га чувар и оптужује га да је незаконито ушао у железнички колосек. У свом ошамућеном стању, Саливан удара човека каменом, зарађујући себи шестогодишњу казну тешког рада у радном логору. Постепено му се враћа памћење. У логору присуствује приказивању Дизнијевог цртаног филма са Плутоном, ретке посластице за затворенике, и изненађен је када почне да се смеје заједно са њима.
У немогућности да убеди било кога да је Саливан или да комуницира са спољним светом, он долази до решења: након што сазна за сопствено неразјашњено „убиство” на насловној страни старих новина, признаје да је убица. Када се његова слика појави на насловној страни, он бива препознат и пуштен. Његова „удовица” се удала за његовог пословног менаџера, што значи да ће сада морати да му да развод или да буде оптужена за бигамију. Саливанов шеф му коначно каже да може да сними О, брате, где си? Саливан признаје да се предомислио; сада жели да настави са снимањем комедија, пошто је из прве руке видео радост коју оне доносе онима са мање среће.

## Улоге
| Глумац            | Улога             |
| ----------------- | ----------------- |
| Џоел Макреј       | Џон Л. Саливан    |
| Вероника Лејк     | девојка           |
| Роберт Ворвик     | господин Лебранд  |
| Вилијам Демарест  | господин Џонас    |
| Френклин Пангборн | господин Касалсис |
| Портер Хол        | господин Хадријан |
| Бајрон Фолгер     | Џони Валдел       |
| Маргарет Хејз     | секретарица       |
| Џејн Бакингем     | госпођа Саливан   |
| Роберт Грејг      | батлер Бароус     |
| Ерик Блор         | Саливанов собар   |

## Теме
Примарна тема филма најбоље је сажета у последњој реченици коју изговара Саливан: „Има много тога да се каже како би се људи насмејали. Да ли сте знали да је то све што неки људи имају? Није много, али је боље од ничега.”
Сцена у којој су затвореници доведени да гледају Дизнијев цртани филм Разиграни Плутон из 1934. одвија се у јужњачкој црначкој цркви; филм третира тамошње афроамеричке ликове са нивоом поштовања неуобичајеним у филмовима тог периода. Секретар Националног удружења за напредак обојених, Волтер Вајт, написао је Стерџесу:
Желим да Вам честитам и захвалим на сцени у цркви у Саливановим путовањима. То је једна од најдирљивијих сцена какву нисам одавно видео у неком филму. Али сам Вама посебно захвалан, као и великом броју мојих пријатеља, и белаца и обојених, на достојанственом и пристојном третману црнаца у овој сцени. Недавно сам био у Холивуду и ускоро ћу се тамо вратити на конференције са шефовима продукције, писцима, редитељима и глумцима и глумицама у настојању да изазовем ширу и пристојнију слику црнаца уместо да је ограничим на обичне или комичне улоге. Сцена у Саливановим путовањима је корак у том правцу и желим да знате колико смо захвални.

## Продукција

### Развој
Paramount Pictures је купио Стерџесов сценарио за Саливанова путовања за 6.000 долара. Он је написао филм као одговор на „проповедање” које је пронашао у другим комедијама „које као да су напустиле забаву у корист ширења поруке.”[4]
Објављени филм почиње посветом:
 У сећање на оне који су нас насмејали: шаролике шарлатане, кловнове, лакрдијаше, у свим временима и у свим народима, чији су напори мало олакшали наш терет, овај филм је с љубављу посвећен.
Ово је првобитно требало да изговори Саливан. Стерџес је желео да филм почне прологом: „Ово је прича о човеку који је желео да опере слона. Тај проклети слон га је умало уништио.” Paramount је склопио уговор са корпорацијом Schlesinger, која је креирала цртану серију Шашава дружина, да направи анимирану уводну секвенцу за Саливанова путовања, али она није коришћена у филму, ако је икада заправо произведена.
Цензори у Хејзовој канцеларији имали су примедбе на сценарио који су добили. Сматрали су да ће британски цензори одбацити реч „гуланфер” и упозорили су да не би требало да буде „сугестија сексуалне интимности” између Саливана и девојке у сценама у којима спавају заједно на мисији.

### Кастинг
Стерџес је написао филм имајући на уму Џоела Макреја, али је пронашао главну женску улогу — Веронику Лејк — кроз процес кастинга. Пре него што је Лејкова добила улогу, разматрана је Барбара Стенвик, као и Френсис Фармер.

### Снимање
Продукција филма је трајала између 12. маја и 22. јула 1941. године. Филм је сниман у Лос Анђелесу, Сан Марину и Кастејику.
Лејкова је на почетку продукције била у шестом месецу трудноће, што није открила Стерџесу све док снимање није почело. Стерџес је био толико бесан да је, према Лејковој, морао да буде физички обуздан. Стерџес се консултовао са њеним доктором да види да ли она може да изведе улогу, и ангажовао је Шерил Вокер као Лејкину двојницу. Едит Хед, најпознатија холивудска костимографкиња, добила је задатак да пронађе начине да сакрије Лејкину трудноћу. Наводно, Лејкову није волела неколико њених колега. Макреј је одбио да поново ради са њом, а затим је одбио главну улогу са њом у филму Оженио сам вештицу. Фредрик Марч, који је добио улогу у поменутом филму, такође није много уживао у раду са Лејковом. Међутим, Макреј се одлично слагао са Стерџесом, а након тога му је поклонио сат са угравираним „за најбољу режију коју сам икада имао”. Стерџесов помоћник, Ентони Ман, такође је био под великим утицајем свог искуства у овој продукцији.
Било је мањих проблема током снимања. Стерџес је желео да користи клип из једног филма Чарлија Чаплина за сцену у цркви, али га је Чаплин одбио, па је уместо њега искористио Дизнијев цртани филм. Лејкова пародира Чаплинов лик „скитнице” нешто раније у филму. Такође, снимање монтаже сиромаштва требало је да траје три сата, али је на крају трајало седам сати. Продукција филма коштала је 689.000 долара, око 86.000 долара више од одобреног буџета.

## Објављивање
Филм је претпремијерно приказан за критичаре 4. децембра 1941. пре него што је премијерно приказан у Џексону, Тенеси, 29. децембра исте године. Холивудска премијера одржана је 12. фебруара 1942. године.
Када је филм објављен, америчка Канцеларија за цензуру је одбила да га одобри за извоз у иностранство током рата, због „дуге секвенце која приказује живот у затвору која је неугодна због бруталности и нехуманости са којима се затвореници третирају.” Ово је било у складу са сталном политиком Канцеларије да се не извозе филмови који би непријатељи могли да се користе у пропагандне сврхе. Продуценти филма су одбили да унесу предложене измене које би могле да промене статус филма.

### Критике
Филм није одмах био успешан на биоскопским благајнама као што су то били ранији Стерџесови филмови, и наишао је на помешани пријем код критичара. Иако је рецензија у The New York Times-у назвала филм „најбриљантнијим филмом ове године” и похвалила Стерџесову мешавину ескапистичке забаве са фундаменталном значајем, The Hollywood Reporter је тврдио да му недостају „приземни квалитет и искреност која је учинила редитељева друга три филма из 1941. године радошћу за гледање”, као и да „Стерџес... не пази на поруку коју писац Стерџес доказује у свом сценарију. Смех је оно што људи желе — а не друштвене студије”. У рецензији The New Yorker-а стоји да „свако може погрешити, чак и Престон Стерџес. Грешка о којој је реч је претенциозна нумера која се зове Саливанова путовања.” Ипак, Times га је прогласио једним од десет најбољих филмова из 1941, а Национални одбор за рецензију филмова номиновао га је за најбољи филм године.
Временом се репутација филма значајно побољшала и данас се сматра класиком; најмање један рецензент га је назвао Стерџесовим „ремек-делом” и „једним од најбољих филмова о филмовима икада снимљених”. Има рејтинг одобравања од 100% на веб-сајту Rotten Tomatoes на основу 32 рецензије, са просечном оценом 8,66/10.
Часопис Diabolique је 2020. године изјавио да је „Девојка” (Вероника Лејк) „задивљујућа, магична и изузетно секси, било да седи Макреју у крилу у баде мантилу и чешља се или хода путем у капуту скитнице... Није се снашла сјајно са свим својим дијалозима, али Стерџес ју је натерао да га испљуне брзим темпом и заштитио њена ограничења. То је представа за векове.”

## Наслеђе
Године 1990, Конгресна библиотека је одабрала Саливанова путовања за чување у Националном регистру филмова Сједињених Држава као „културно, историјски или естетски значајна”. Године 2007, Амерички филмски институт га је рангирао као 61. најбољи амерички филм свих времена. Поред тога, постер филма је рангиран на 19. место у категорији „25 најбољих филмских постера икада”. Специјално издање часописа Trains из 2010. године поставило је Саливанова путовања на 25. место међу 100 најбољих филмова о возовима.
Амерички филмски институт је сместио Саливанова путовања на следеће листе:
- 2000: 100 година АФИ-ја... 100 комедија − 39. место[16]
- 2006: 100 година АФИ-ја... 100 инспирација − 25. место[17]
- 2007: 100 година АФИ-ја... 100 филмова (10. годишњица) − 61. место[18]

Савез америчких сценариста изгласао је Саливанова путовања као 29. најбоље написани филм икада, као и 35. најсмешнији.
О, брате, где си?, непостојећа књига коју Саливан жели да адаптира за филмско платно, инспирисала је наслов филма браће Коен из 2000. године.